# Boesenbergia clivalis
Boesenbergia clivalis là một loài thực vật có hoa trong họ Gừng. Loài này được Henry Nicholas Ridley mô tả khoa học đầu tiên năm 1899 dưới danh pháp Gastrochilus clivalis. Năm 1913, Rudolf Schlechter chuyển nó sang chi Boesenbergia.